# St. Stephanus (Helbra)

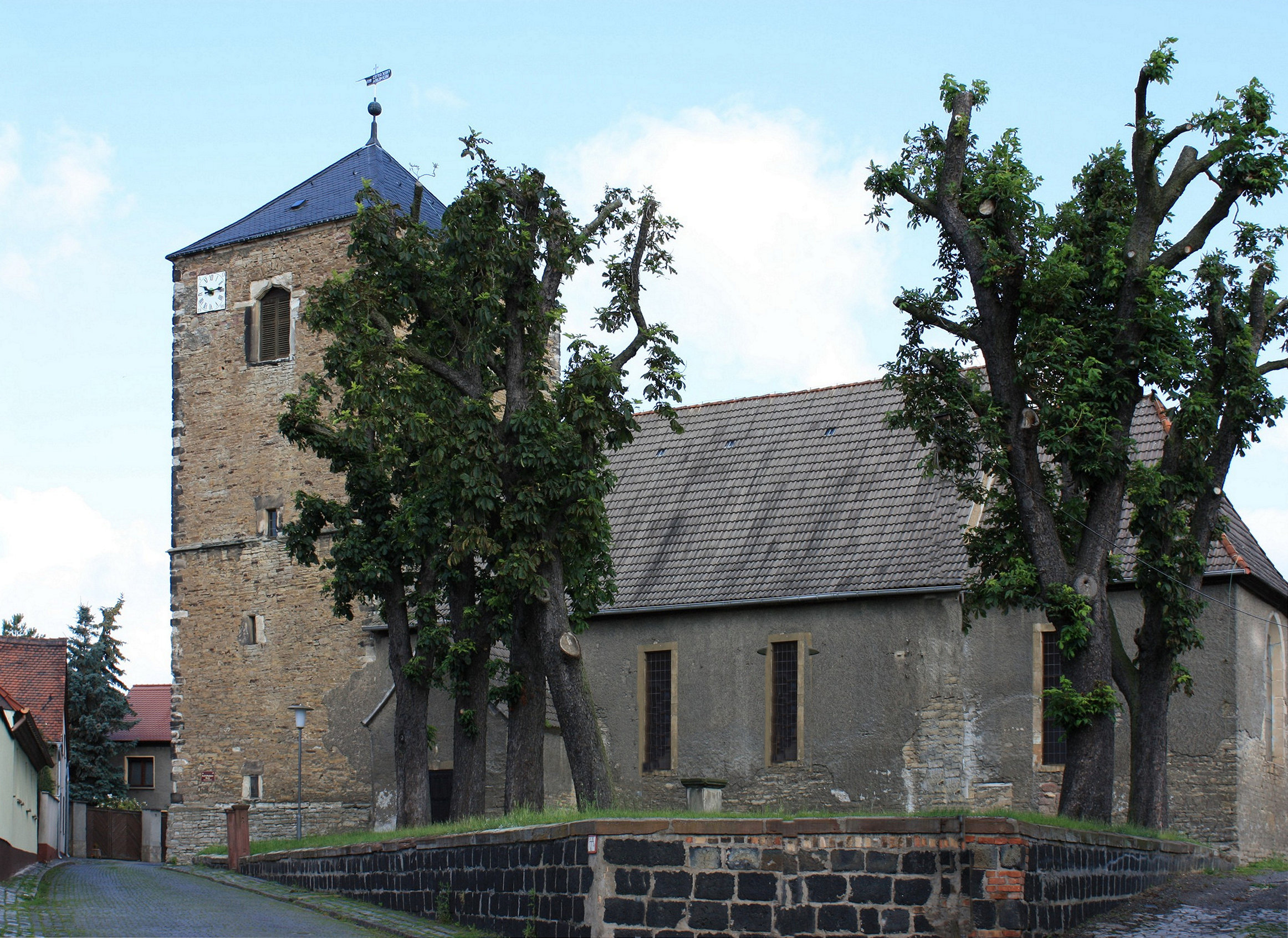
Ansicht von Norden

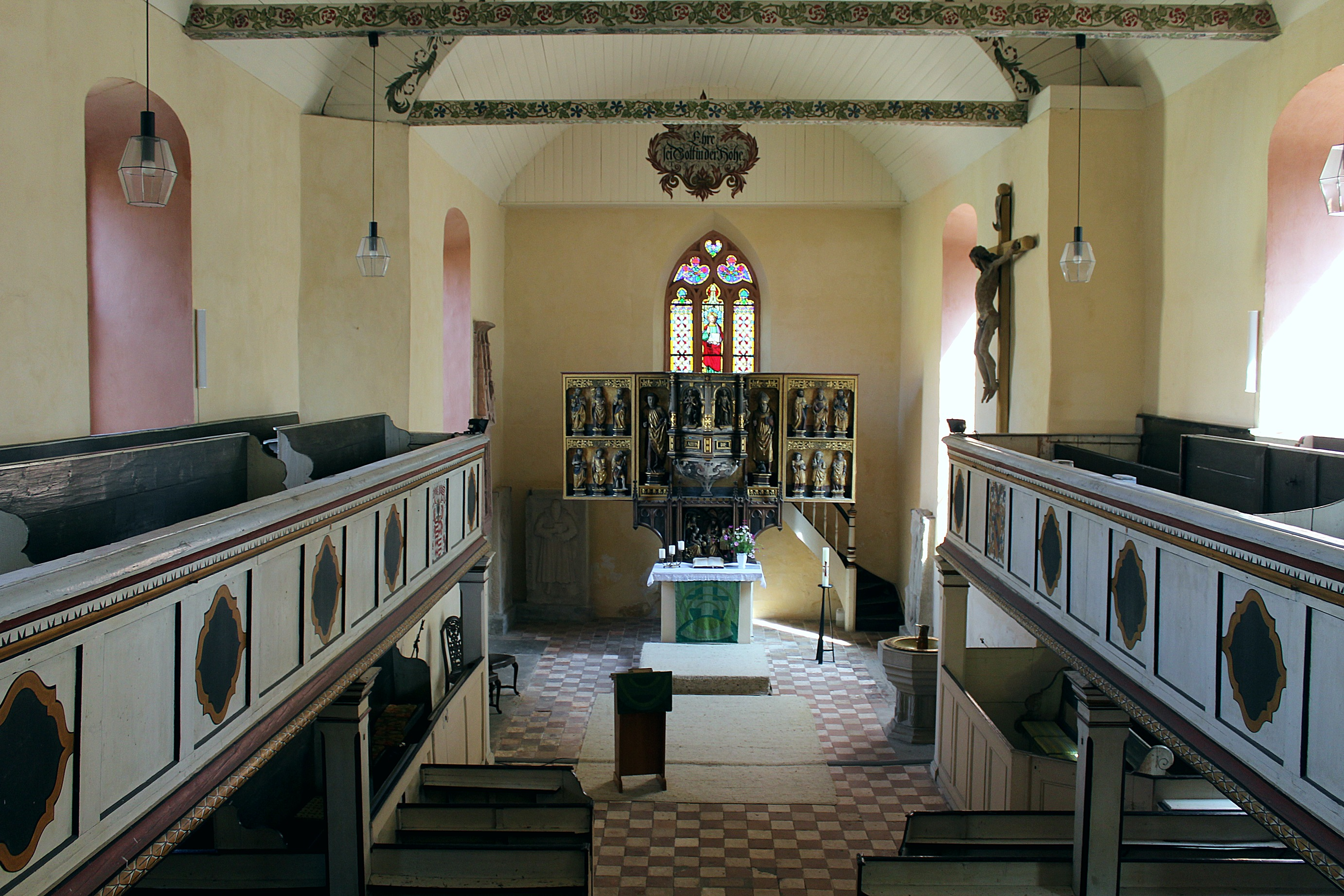
Blick von der Empore

Die Kirche St. Stephanus ist die evangelische Kirche von Helbra (Verbandsgemeinde Mansfelder Grund-Helbra) im Landkreis Mansfeld-Südharz in Sachsen-Anhalt. Sie steht unter Denkmalschutz und ist im Denkmalverzeichnis mit der Erfassungsnummer 094 08178 als Baudenkmal eingetragen.

## Lage
Die Kirche befindet sich im Ortszentrum von Helbra und gibt den sie umgebenden Straßen Hinter der Kirche und Kirchstraße den Namen.

## Geschichte und Architektur
Die ältesten Bauteile sind im Turm erhalten und werden der Romanik zugeordnet. Die hauptsächliche Bausubstanz stammt aus der Spätgotik, der Putz und die meisten Fensterfassungen aus der Zeit des Barock, dem auch die südwestliche Vorhalle zugeschrieben wird. Eine Bauinschrift verweist auf das Jahr 1745.

## Inneres und Ausstattung
In den Jahren von 1767 bis 1772 wurde das Innere mit einer Holztonne und einer Doppelempore ausgestattet. Die Empore wurde in den 1950er Jahren auf ein Geschoss reduziert. Die Ausmalung stammt aus dem Jahr 1906.
Der Kanzelaltar stammt aus dem Jahr 1760, eine Sakramentsnische von 1556, der Taufstein von 1512 und ein Holzkruzifix aus dem 17. Jahrhundert. Ältestes Ausstattungsstück ist die gotische Glocke von 1486. Zudem befinden sich in und an der Kirche historische Grabsteine aus dem 16. und 17. Jahrhundert.